# Vjenceslav Cenčić
Vjenceslav Cenčić (Lokve, 28. kolovoza 1927. – Rijeka, 24. svibnja 2014.) bio je hrvatski novinar i publicist.
Široj javnosti postao je poznat po knjizi Enigma Kopinič (1983.), posvećenoj predratnom agentu Kominterne Josipu Kopiniču. Knjiga, pisana u suradnji sa samim Kopiničem, iznijela je na vidjelo provokativne nepoznate činjenice o predratnom djelovanju KPJ i Josipa Broza Tita, ali njihova je vjerodostojnost, zbog nedostatka nezavisnih izvora, upitna. Kopinič je bio upleten u žestoke sukobe s vodstvom KPH uoči i početkom Drugog svjetskog rata, pa su njegova svjedočenja i danas nepouzdana.
Cenčićeva kniga Titova poslednja ispovijest doživjela je odgovor u obliku zbornika Velika podvala - Cenčić podmeće Titu izmišljene stenograme, Beograd: Društvo za istinu o NOB-u, 2002. Cenčić, po ocjeni izdavača, premašuje prethodne falsifikate povijesti »kako po bezskrupuloznosti izvrtanja i izmišljanja "istorijskih činjenica", po olakom nametanju javnosti opsežnih falsifikovanih dokumenata tako i po ignorisanju osnovnih moralnih postulata delovanja u javnosti«. 

## Lažna "Titova posljednja ispovijest"
- Titova poslednja ispovijest, Beograd 2001. (2. izdanje)

Lako je vidjeti da je ova publicistička knjiga pisana u službi velikosrpske političke propagande. Autor iznosi proizvoljne, klevetničke tvrdnje na račun raznih ne-srpskih istaktnutih ličnosti, ne hajući o bilo kakvim dokazima (ne navodi se ni jedna referenca); tvrdnje su uglavnom pokupljenje iz "čaršijskih" ogovaranja i iz razgovora s Josipom Kopiničem, te promovirane u neupitnu istinu na temelju određene vrijednosne prosudbe. 
Glavni dio knjige, prema kojoj je dat i naslov, je opsežni stenogram razgovora kojeg je Josip Broz Tito navodno vodio s Josipom Kopiničem na Vangi, 1979. (str. 67–204) Original se, navodno, nalazi u Arhivi Josipa Broza Tita u Beogradu. Lako je međutim vidjeti da se radi o falsifikatu, načinjenom u interesu velikosrpskih političkih ciljeva, snažno promoviranih u drugoj polovici 1980-ih godina. Tito se, navodno, starom partijskom drugu (Poznaju se iz 1930-ih) jada zbog procesa slabljenja centralne vlasti u Jugoslaviji i jačanja republika. »Ede nema da mu kažem otvoreno kakvu nam je kašu skuhao donijetim Ustavom 1974.« (str. 69) ("Edo" je Edvard Kardelj. Ukidanje Ustava SFRJ iz 1974., koji je decentralizirao državu i republikama dao pravo na samoopredjeljenje do samootcjepljenja,  bilo je jedan od glavnih ciljeva velikosrpske politike 1980-ih.) 
Tito je po Cenčiću i Kopiniču bio naprosto naivan, pa je dozvolio slabljenje središnjih represivnih organa federacije, koji su jedini mogli suzbiti separatističke težnje i antisrpsku mržnju koju su iskazivali i iskazuju svi politički vođe svih drugih naroda u Jugoslaviji. Cenčić tako nastoji mrtvog jugoslavenskog vođu pridobiti za velikosrpsku stranu, nasuprot drugim velikosrpskim autorima koji samog Josipa Broza, Hrvata, optužuju za mržnju prema Srbima (npr. Miroslav Todorović u knjizi Hohštapler), dok ga u Hrvatskoj mnogi optužuju da je zastupao velikosrpske interese.
Falsifikati su naivni. Samo onaj koji smatra samorazumljivim da svi Hrvati (osim samog Tita) mrze Srbe može "progutati" navod da je Tito za Vladimira Bakarića rekao da je »veliki Hrvat, mrzi Srbe« (str. 69) te da je tijekom Drugog svjetskog rata »odlazio s Andrijom, Lorkovićem i Budakom da razgovara o stvaranju KP NDH.« (str. 186)  (Zapravo, prema povijesnim dokazima, iako ne sasvim sigurnim, sam Josip Kopinič je 1941. radio s Kominternom na priznanju raspada Jugoslavije i otcjepljenju KPH od KPJ. Tvrdnja o pregovorima s vodećim osobama NDH su naravno besmislica.) Ni Edvard Kardelj ne prolazi bolje; pad u Srbiji neprežaljenog Aleksandra Rankovića bio je plod »suptilne antisrpske zavjere«, koju su smislili Kardelj i Bakarić.

## Djela
- Enigma Kopinič, Beograd: Rad, 1983.
- Titova poslednja ispovijest, Beograd: Orfelin; Cetinje: Grafos; Ecological World Media, 2001. (2. izdanje)
- Ljubav nema cijene, Delnice: vlastita naklada, 2002.
- Atentanti na Tita, Delnice: Spectrum, 2006.